# NGC 3952
NGC 3952 is een spiraalvormig sterrenstelsel in het sterrenbeeld Maagd. Het hemelobject werd op 11 maart 1787 ontdekt door de Duits-Britse astronoom William Herschel.

## Synoniemen
- IC 2972
- MCG -1-30-44
- IRAS11510-0342
- PGC 37285